# Тіаласи
Тіаласи (ест. Tialasõ), також Теаласе (ест. Tealase) — село в Естонії, входить до складу волості Риуге, повіту Вирумаа.